# Uromyrtus rostrata
Uromyrtus rostrata är en myrtenväxtart som först beskrevs av Carl Karl Adolf Georg Lauterbach, och fick sitt nu gällande namn av Neil Snow och Gordon P. Guymer. Uromyrtus rostrata ingår i släktet Uromyrtus och familjen myrtenväxter. Inga underarter finns listade i Catalogue of Life.